# Ruesca
Ruesca és un municipi espanyol de la província de Saragossa situat a la comarca de la Comunitat de Calataiud. El 2023 tenia 70 habitants.